# Heterothyone alba
Heterothyone alba is een zeekomkommer uit de familie Heterothyonidae. Het is de typesoort van het geslacht, en daarmee ok van de familie.
De wetenschappelijke naam van de soort werd in 1872 gepubliceerd door Frederick Wollaston Hutton.